# Mehar Chand Dhawan
Mehar Chand Dhawan (ur. 3 czerwca 1912 w Shimla, Indie) – indyjski lekkoatleta, uczestnik LIO 1932.
Na Igrzyskach wystartował w sztafecie 4 × 100 metrów (Indie odpadły w eliminacjach) oraz w trójskoku (14. miejsce).

## Wyniki
| Konkurencja        | Eliminacje                         | Finał                    | Finał |
| Konkurencja        | Eliminacje                         | Wynik                    |       |
| ------------------ | ---------------------------------- | ------------------------ | ----- |
| sztafeta 4 × 100 m | 5. miejsce w biegu kwalifikacyjnym | Nie awansował            |       |
| trójskok           |                                    | 14. miejsce (13 m 66 cm) |       |